# Crispijn van de Passe de Jonge

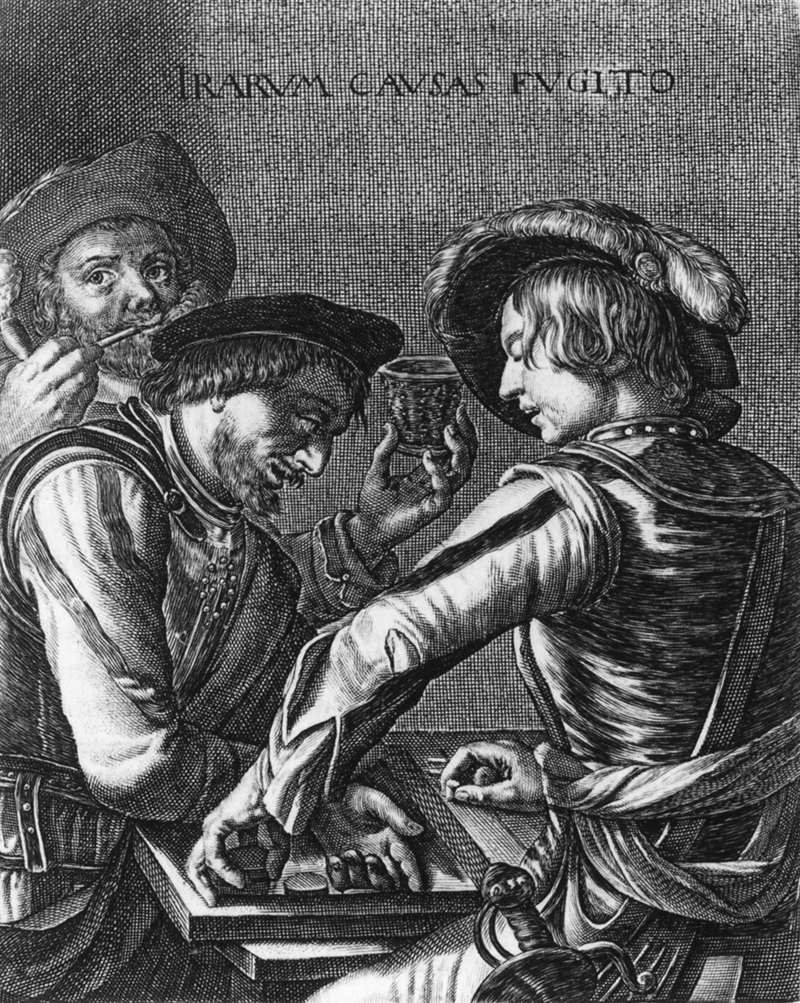
Backgammonspelers, eerste helft van de 17e eeuw. Universiteitsbibliotheek van Amsterdam

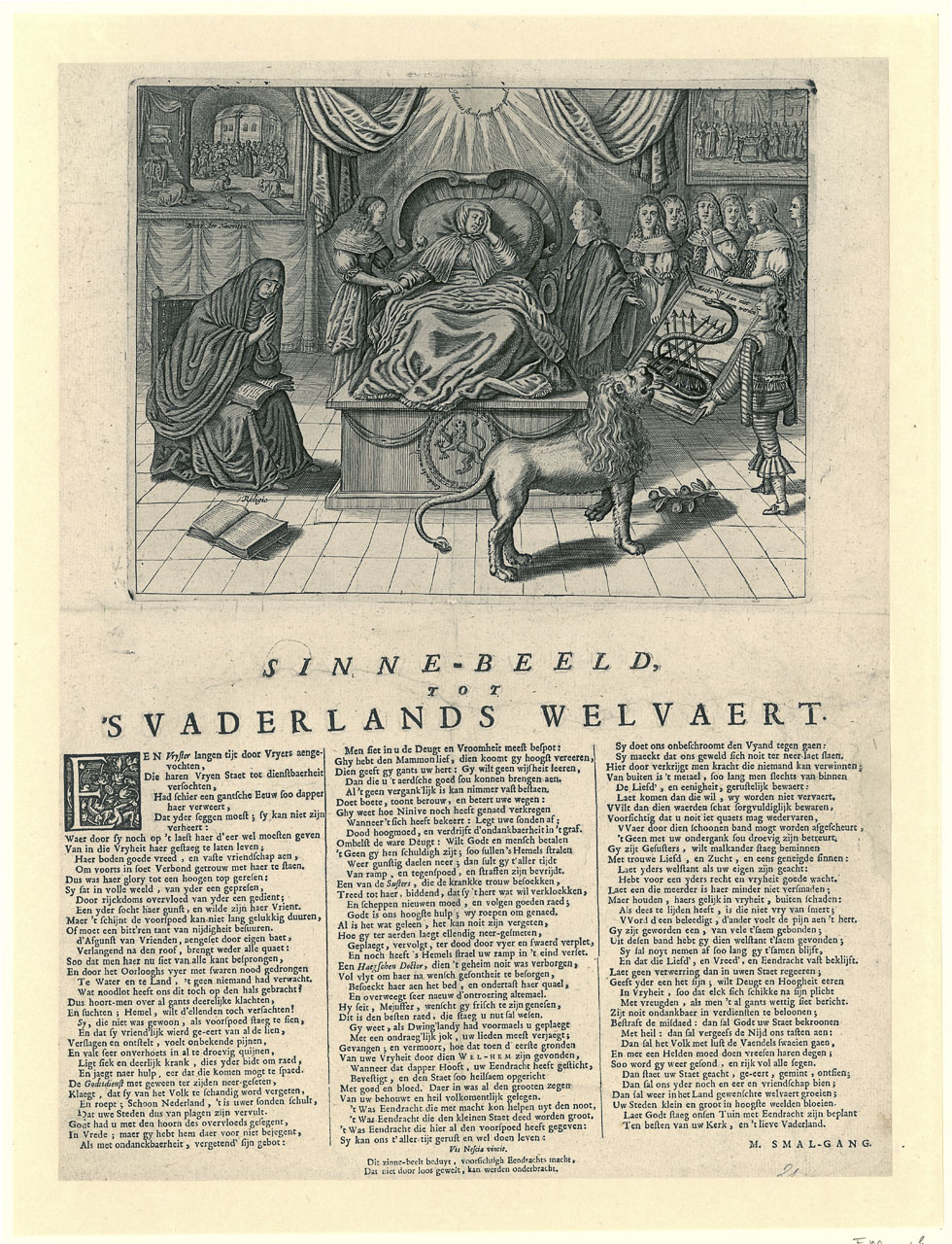
Sinne-beeld, tot ’s vaderlands welvaert, 1665. Spotprent waarin Willem III als redder van het vaderland werd voorgesteld. De Nederlandse Maagd ligt ziek in bed. Na een publicatieverbod in 1665 maakte Van de Passe in 1672 een aangepaste versie. Rijksmuseum Amsterdam

Crispijn (van) de Passe (Keulen, 1594 - Amsterdam, 1670), ook bekend als Crispijn (van) de Passe de Jonge of Crispijn (van) de Passe (II), was een Nederlandse graveur, tekenaar en prentuitgever.
 Hij was een zoon van de graveur en prentuitgever Crispijn van de Passe de Oude.
Zijn stijl lag aanvankelijk dicht bij die van zijn vader, maar vanaf de jaren 1620 begon hij zich te onderscheiden door een opvallend fijn, schetsachtig gebruik van de burijn. Hij produceerde portretten van een reeks vooraanstaande Europese koninklijken en edelen, waaronder de Franse koning Lodewijk XIII en de Franse koningin Maria de' Medici. Hij portretteerde ook vooraanstaande Nederlanders als prins Frederik Hendrik van Oranje, Gerardus Vossius, Johan van Oldenbarnevelt en Piet Hein.
Naast portretten produceerde hij gravures van Bijbelse en historische thema's en boekillustraties. Zo maakte hij 60 gravures voor het invloedrijke boek over dressuur Maneige royal van Antoine de Pluvinel (Parijs, 1623), later uitgegeven als L'Instruction du Roy en l'exercice de monter à cheval. Van de Passes eigen Hortus Floridus, uitgegeven in 1614-1616, was een verzameling van 160 gravures van bloeiende planten. Het was een populair werk en de oorspronkelijke Latijnse editie werd later in het Nederlands, Frans en Engels vertaald. Zijn Les vrais pourtraits de quelques unes des plus grandes dames da la chrestiente (1640) bevatte twee verzen aan zijn twee jaar eerder overleden zus, de graveur Magdalena van de Passe In 1643-1644 gaf hij bij Joan Blaeu een tekenlesboek uit onder de titel Van 't Licht der teken en schilderkonst.
Prenten en ander werk van Van de Passe zijn te bezichtigen in onder meer het Centraal Museum in Utrecht, het Rijksmuseum in Amsterdam, Museum Boijmans Van Beuningen in Rotterdam, het Metropolitan Museum of Art in New York, de National Portrait Gallery in Londen en Statens Museum for Kunst in Kopenhagen.

## Leven en loopbaan
Van de Passe was de oudste zoon van de graveur en prentuitgever Crispijn van de Passe de Oude (1564-1637), een Zeeuwse doopsgezinde die vanuit Antwerpen naar Duitsland gevlucht was, en Magdalena de Bock (gestorven 1635). Van de Passe werd geboren tijdens de periode (1589-1611) dat het gezin in Keulen woonde. In 1611 moest het gezin Keulen verlaten en vertrok naar Utrecht, waar hij, samen met zijn broers Simon (1595-1647) en Willem (ca. 1597 - ca. 1637) en zus Magdalena (1600-1638) het vak van graveur in zijn vaders werkplaats leerde.
Anders dan de andere kinderen van Van de Passe senior, richtte Crispijn van de Passe zich niet op Engeland maar op Frankrijk. Hij was werkzaam in Parijs van 1618 tot 1630, toen hij terugkeerde naar Utrecht. In 1639 verbleef hij korte tijd in Delft en Kopenhagen en vestigde zich vervolgens in Amsterdam, waar hij tot zijn dood in 1670 bleef wonen.
Hij trouwde in 1648 met de uit het Duitse Solingen afkomstige Geertraut van dem Brauch, oftewel Geertruyt van den Broeck. Van de Passe was niet erg succesvol als graveur in Amsterdam en stierf in armoede. Hij werd begraven in Amsterdam op 19 januari 1670.

## Verder lezen
- Ilja M. Veldman, "Een riskant beroep, Crispijn de Passe de Jonge als producent van nieuwsprenten", in Jan de Jong, Mark Meadow, Bart Ramakers en Frits Scholten (red.), Prentwerk/Print Work, 1500-1700, Zwolle, 2002, pp. 155-185
- llja M. Veldman, Crispijn de Passe and his Progeny (1564-1670), Studies in prints and printmaking, deel 3. Rotterdam: Sounds & Vision Publ., 2001

- Bibsys: 13030749
- Biblioteca Nacional de España: XX1076823
- Bibliothèque nationale de France: cb144427835 (data)
- Biografisch Portaal: 25325579
- Stuttgart Database of Scientific Illustrators 1450–1950: 51
- Gemeinsame Normdatei: 115872663
- International Standard Name Identifier: 0000 0001 2280 9861
- KulturNav: da2479ab-efc6-47cc-8e4c-57c0022b655b
- Library of Congress Control Number: nr93008363
- Nederlandse Thesaurus van Auteursnamen: 069952426
- RKD-Nederlands Instituut voor Kunstgeschiedenis: 62017
- Istituto Centrale per il Catalogo Unico: CFIV085135
- Système universitaire de documentation: 07882883X
- Union List of Artist Names: 500005855
- Virtual International Authority File: 64226674
- WorldCat: E39PCjxMKYMy3XxMyhJdrFFPKm